# كارلو روسي (سياسي)
كارلو روسي هو سياسي كندي، ولد في 8 أغسطس 1925 في مونتريال في كندا، وتوفي في 11 أبريل 1998. حزبياً، نشط في الحزب الليبرالي الكندي. وقد انتخب عضو مجلس العموم الكندي.